# Kozlevo, Kărdjali
Kozlevo (în bulgară Козлево) este un sat în comuna Kirkovo, regiunea Kărdjali,  Bulgaria. 

## Demografie
Componența etnică a satului Kozlevo
     Bulgari (13,15%)
     Nicio identificare (86,84%)
     Altele (0%)
La recensământul din 2011, populația satului Kozlevo era de 38 locuitori. Nu există o etnie majoritară, locuitorii fiind  și bulgari (13,15%). Pentru 86,84% din locuitori nu este cunoscută apartenența etnică.